# Hanns Alexander Simons
Hanns Alexander Simons (* 17. Mai 1900 in Frankfurt am Main; † 16. September 1939 bei Bronisławy westlich von Warschau) war ein deutscher Bauingenieur, Hochschullehrer und Rektor der Technischen Hochschule Hannover.

## Leben
Nach seinem Studium des Bauingenieurwesens wurde er im Sommer 1922 zunächst Assistent bei Theodor Rehbock in Karlsruhe, wechselte jedoch schon zum 1. Oktober des Jahres als Konstrukteur und Statiker zu Hochtief nach Essen, wo er bis 1924 blieb. Von 1927 bis 1935 arbeitete Simons für die Siemens-Bauunion in Berlin, Moskau und Oberschlesien. 1932 wurde Simons Mitglied der NSDAP. 1935 erhielt er eine ordentliche Professur für Holzbau und Baukonstruktionslehre an der Technischen Hochschule Hannover. Von 1937 bis 1939 war Simons Rektor der TH Hannover. Unter seiner Ägide wurden die Hochschullehrer Otto Flachsbart und Günther Schiemann im Jahre 1937 von der Technischen Hochschule Hannover aus rassistischen Gründen vertrieben. Simons betrieb aktiv die weitere Nazifizierung der Hochschule. Er trat als Leutnant der Reserve in die Wehrmacht ein und fiel im Zweiten Weltkrieg am 16. September 1939 bei der Schlacht um Warschau. Er wurde auf dem Deutschen Soldatenfriedhof Puławy beigesetzt.
Seine beiden Söhne Hanns Simons (1925–1984) und Klaus Simons (1927–1992) wurden ebenfalls Ingenieure und Hochschullehrer.
Nach dem Tode Simons wurde eine Hanns-Simons-Gedächtnisstiftung ins Leben gerufen, die Trägerin des Langemarck-Studiums war.